# 南方剧院
南方剧院位于广东省广州市教育路80号，是一间集戏剧演出、电影放映、娱乐舞厅等多种功能的娱乐场所。
前身是建于1937年专放电影的大华戏院，1949年11月改名南方戏院，嗣后称现名，1954年开始上映戏剧，举办音乐会等。后多次改造，现用地面积3131平方米，建筑面积2843平方米，是粤剧演出的重要基地。